# Kazakistan ai Giochi della XXVI Olimpiade
Il Kazakistan partecipò ai Giochi della XXVI Olimpiade, svoltisi ad Atlanta, Stati Uniti, dal 19 luglio al 4 agosto 1996, con una delegazione di 96 atleti impegnati in quattordici discipline.